# 柳裕也
柳 裕也（やなぎ ゆうや、1994年4月22日 - ）は、宮崎県都城市出身のプロ野球選手（投手）。右投右打。中日ドラゴンズ所属。

## 経歴

### プロ入り前
宮崎県都城市生まれで、都城市立大王小学校・都城市立小松原中学校出身。小学3年から都城市の志比田スポーツ少年団で野球を始め、小学6年時には主戦で四番打者として軟式の全国大会に出場した。なお同年（2006年）に父親を交通事故で亡くしており、当時12歳の柳が喪主を務めた。中学時代は都城リトルシニアに所属し、3年生だった2009年にはシニアの日本代表に選ばれ、アメリカで開かれた少年野球全米選手権大会で優勝し、最も優れた投手に贈られるサイ・ヤング賞を受賞した。
中学卒業後の2010年、横浜高校に進学し、地元に母親・妹・祖母を残して単身で横浜へ渡った。多くの野球強豪校から勧誘される中、地元から離れた横浜高校を進学先に選んだ理由は、「家族で男は自分だけだから、プロでお金を稼いで家族に楽をさせたい」という考えや、同校OBで、後に中日でチームメイトになる松坂大輔への憧れの念だった。高校2年生だった2011年の春に第83回選抜高等学校野球大会に出場。初戦の波佐見高校戦は中継ぎで3回2安打6奪三振1失点と好投するが、打線が松田遼馬に抑えられ敗退した。2年生だった2012年の夏は神奈川県大会5回戦で第83回選抜高等学校野球大会を制覇した渡辺勝擁する東海大相模高校を8回途中1失点の好投で破った。決勝は桐光学園高校の1年生松井裕樹と投げ合い、9回途中1失点の好投、チームは10回サヨナラ勝ちで第93回全国高等学校野球選手権大会出場に貢献した。初戦となった2回戦の長坂拳弥擁する健大高崎高校戦は5回まで0に抑えるが、6回に5点を失い降板。チームはその後10回サヨナラ勝ちを収めた。3回戦の智弁学園戦では青山大紀、中道勝士のバッテリーと投げ合い8回まで1点に抑え、9回に先頭打者にヒットを打たれ降板。その後、後続の投手が打たれ、逆転負けを喫した。3年の春には第84回選抜高等学校野球大会に出場。初戦の和田恋擁する高知高校戦は9回3安打完封。2回戦の岡野祐一郎、園部聡擁する聖光学院高校戦では9回1失点、打っても岡野から3安打1本塁打と活躍した。準々決勝の関東第一高校戦は中村祐太と投げ合い、8回まで2失点と好投するも、9回に勝ち越しを許し、敗退した。3年の夏は神奈川県大会準々決勝で2年連続で桐光学園の松井と投げ合い、3-4で敗れた。甲子園通算6試合、42回2/3、37奪三振、防御率2.74。1学年先輩に乙坂智、近藤健介、同期に田原啓吾、樋口龍之介、2学年後輩に髙濱祐仁、淺間大基、渡邊佳明、伊藤将司がいる。2012年のプロ野球ドラフト会議では指名候補に挙がったが、どの球団からも指名を受けることはなかった。
2013年に明治大学へ進学後、1年の春から東京六大学リーグに出場。第44回明治神宮野球大会では道都大学戦に先発し、5回を無失点に抑えた。2年生だった2014年秋から主力投手として活躍。3勝1敗、防御率2.21の成績でリーグ優勝に貢献。第45回明治神宮野球大会ではリリーフで3試合を6回を無失点に抑え、準優勝に貢献した。3年生だった2015年の夏にユニバーシアードの日本代表に選ばれた。大会後の秋は、リーグトップの60回、5勝を記録し、初のベストナインに輝いた。4年生になった2016年の春はキャプテンとして10試合に投げ、6勝1敗、87奪三振、防御率0.87と勝利数、奪三振、防御率でリーグトップを記録し、2季連続のベストナインに選ばれ、3季ぶりのリーグ優勝に大きく貢献した。第65回全日本大学野球選手権大会では初戦の関西国際大学戦でリリーフで登板するも、タイブレークの末、敗れた。大会後、日米大学野球選手権大会の代表に選出。2試合目に先発し、7回を8者連続三振を含む12奪三振無失点の好投を見せ、5試合目にも先発し、5回途中7奪三振無失点の好投で、大会連覇に貢献し、柳はMVP、最優秀投手に輝いた。大会後は第28回ハーレムベースボールウィークの代表に合流した。4年秋になると、リーグ史上15人目となる300奪三振を記録。早稲田大学戦では12回20奪三振を記録した。5勝0敗、防御率1.64で3季連続のベストナイン、リーグ連覇に貢献した。第47回明治神宮野球大会では初戦の関西大学戦は5回を無失点、準決勝の上武大学戦も7回を無失点に抑え、本塁打も1本打ち、投打で勝利に貢献した。決勝の桜美林大学戦は佐々木千隼と投げ合い、柳は2点を先制され、4回で降板するが、打線が逆転し、星知弥が残るイニングを0に抑え、全国制覇を成し遂げた。リーグ通算23勝8敗、288回1/3、338奪三振、防御率1.84。2学年先輩に山﨑福也、糸原健斗、福田周平、1学年先輩に上原健太、坂本誠志郎、髙山俊、菅野剛士、同期に星知弥、佐野恵太、中道勝士、吉田大成、1学年後輩に齊藤大将がいる。
2016年のプロ野球ドラフト会議で、柳は中日ドラゴンズと横浜DeNAベイスターズから1巡目で指名を受け、抽選の結果、中日が柳との交渉権を獲得した。契約金1億円＋出来高払い5000万円、年俸1500万円という条件で入団した（金額は推定）。背番号は17。

### 中日時代
プロ1年目の2017年は即戦力として期待されたが、故障で開幕を二軍で迎え、5月21日に初昇格。6月18日の埼玉西武ライオンズ戦（ナゴヤドーム）で7回3失点と好投しプロ初勝利を挙げたが、同年は7回の先発機会を与えられながら、1勝4敗、防御率4.47で終わった。オフに、50万円減となる推定年俸1450万円で契約を更改した。
2018年4月10日の対東京ヤクルトスワローズ戦（ナゴヤドーム）では2被安打6奪三振とほぼ完璧な投球を披露し、自身初の完投勝利を完封で飾った。しかし6月には不振で二軍（ウエスタン・リーグ）へ降格し、最終的には10試合登板、2勝5敗、防御率5.23を記録。11月18日、現状維持となる推定年俸1450万円で契約を更改した。
2019年は開幕一軍入りをした。同年のセ・パ交流戦では3勝を挙げ、防御率は1.17とそれぞれ12球団トップで日本生命賞を受賞した。またオールスターゲームには監督推薦で初めて選出され、同年9月には入籍したことが発表された。前半戦は9勝を記録したが、後半戦はわずか2勝に留まった。それでも1年間先発ローテーションを守り、自身初の2桁勝利かつチーム最多の11勝（7敗）を記録し、規定投球回数にも初めて到達した。オフに、3050万円アップとなる推定年俸4500万円で契約を更改した。
2020年は開幕ローテーション入りを果たしたものの、右腹直筋の筋挫傷や復帰後の不調が影響し、2年連続の規定投球回到達を逃した。一方で、チーム内では3位となる6勝を挙げた。オフに、400万円減となる推定年俸4100万円で契約を更改した。
2021年は、4試合目の登板となった4月17日の広島東洋カープ戦（バンテリンドーム ナゴヤ）で14三振を奪いシーズン初勝利を挙げ、6月1日の千葉ロッテマリーンズ戦（バンテリンドーム ナゴヤ）でシーズン初完封を記録。7月1日に選手間投票で自身2度目となるオールスターゲームに選出された。9月28日の対読売ジャイアンツ戦（バンテリンドーム ナゴヤ）では8回1失点で自身2年ぶりとなるシーズン2桁勝利を達成した。シーズン通算では26試合に登板し、11勝6敗、防御率2.20、168奪三振を記録。最優秀防御率、最多奪三振の投手二冠王となり、ベストナイン・ゴールデングラブ賞を受賞した。オフに、5900万増の推定年俸1億円＋出来高払いで契約を更改した。
2022年は25試合に登板し、9勝11敗、防御率3.64を記録。シーズンオフに選手会長の京田陽太が横浜DeNAベイスターズに移籍したことを受け、京田自身から柳に電話で選手会長職を託されたことが分かった。23日には800万円増となる推定年俸1億800万円で契約を更改した。
2023年は、シーズンが進むにつれて投球内容が尻上がりに改善された。しかし、8月13日の広島東洋カープ戦（バンテリンドーム ナゴヤ）では9回を投げ無安打3四死球に抑えながらも援護がなくノーヒットノーラン達成を逃すなど、打線の援護に恵まれない試合が多かった。最終的に、24試合に先発し158.1回を投げ防御率2.44を記録しながらも4勝11敗となり、11試合に先発した本拠地のバンテリンドームでは1勝もできなかった。オフの契約更改では増額提示も「数字には表れない部分を評価してほしかった」と保留したが、2度目の交渉で4000万円アップとなる推定年俸1億4800万円で契約を更改した。
2024年は、3月29日のヤクルトとの開幕戦（明治神宮野球場）で自身初の開幕投手を務めた。試合は1点リードで迎えた6回無死満塁の場面で降板し、勝野昌慶に交代されるも、後にドミンゴ・サンタナの犠飛で同点に追いつかれたため、柳に勝ち星は付かなかった。4月5日の対広島戦（MAZDA Zoom-Zoom スタジアム広島）で7回無失点でシーズン初勝利。同月25日の対巨人戦では5回まで無安打投球をしていたが、2点リードで迎えた6回に先頭の吉川尚輝の二塁打と佐々木俊輔に対しての四球で二死一・二塁になり、続く打者坂本勇人に逆転の3点本塁打を打たれ、敗戦投手となった。5月11日の対広島戦（マツダスタジアム）では自身初めて「8番・投手」で先発出場。第3打席で二塁打を放ち、投げては7回無失点で2勝目を挙げた。セ・パ交流戦では6月6日の対福岡ソフトバンクホークス戦（バンテリンドーム ナゴヤ）で5回無失点で、自身648日ぶりとなる本拠地で勝利投手となり、チームで2リーグ分立後、セ・リーグ史上2球団目の通算5000勝を記録した。ただ、この勝利を最後に同シーズンで白星を挙げることはできず、同月16日の対ロッテ戦（ZOZOマリンスタジアム）で5回4失点で降板し、翌17日に出場選手登録を抹消。8月24日に一軍に復帰するも、同日の対巨人戦（東京ドーム）で5回3失点で敗戦投手。続く9月8日の対広島戦（マツダスタジアム）では5回途中まで3失点で降板し、翌9日に再び出場選手登録を抹消された。その後の同シーズンの一軍登板はなく、同年は13試合の登板で4勝5敗、防御率3.76に終わった。12月11日、3800万円減となる推定年俸1億1000万円で契約を更改。2025年に国内FA権を取得予定であることもあり、球団からは複数年契約を打診されたが、単年契約となった。

## 選手としての特徴
| 球種           | 配分 % | 平均球速 km/h |
| -------------- | ------ | ------------- |
| ストレート     | 38     | 142.2         |
| カットボール   | 32     | 133.8         |
| カーブ         | 7      | 112.8         |
| チェンジアップ | 6      | 129.4         |
| スライダー     | 17     | 123           |

真上から振り下ろすオーバースローから直球とカットボール、カーブを軸に投球を組み立てる。大学時代には平均球速140 km/h台前半、最速150 km/hを記録し、良質なタテ回転のスピンがかかっており、伸びがある。カーブは110 km/h程度の速度で、一旦浮き上がってから縦に大きく落ち、大学時代はあらかじめサインを出して分かっていないと捕手が捕れないほどであった。プロ入りして2年目までは140 km/h前後（平均136.5 km/h）だった直球の球速は、3年目の2019年では140 km/h台中盤（平均141.6 km/h）まで上がっている。

## 人物
憧れの選手として、自身が横浜高校を進学先として選ぶきっかけとなった人物であり、2018年 - 2019年に中日でチームメイトになった松坂大輔を挙げている。また少年時代は福岡ソフトバンクホークス（2004年までは「福岡ダイエーホークス」）が宮崎で開催していたキャンプをよく見学しに行っており、特に新垣渚に憧れていたことから、新垣と同じモデルのグラブを使用していた。
2021年は、結婚記念日であり父の命日でもある8月20日に阪神タイガース戦（バンテリンドーム ナゴヤ）で先発登板の機会があった。9回147球で完封勝利し、8勝目を挙げた。
2021年は、オープン戦は防御率7.88と不調だった。6回5失点で降板した3月14日の東京ヤクルトスワローズ戦（明治神宮野球場）の試合後、与田剛監督が「主力相手に逃げるような投球では、チームの士気が下がる」と厳しいコメントを残した。だが、本人にとっては逃げているつもりはなかった。そのコメントを受け入れた後、「自分は逃げていない」という思いをエネルギーに変え、先述のように投手二冠王に輝いた。
自身が父を交通事故で失った境遇から、2022年からは、交通遺児らを日曜日にバンテリンドーム ナゴヤ（中日の本拠地）で行われる試合に招待する「柳裕也招待プロジェクト」を始めている。自身が登板した同年5月1日の広島東洋カープ戦（ナゴヤドーム）終了後には、招待者に「また見に来てくださいね」と声をかけている。
2023年オフに大谷翔平がMLBのロサンゼルス・ドジャースに加入した際には、ドジャースと中日それぞれのホーム用ユニフォームのデザインが似ていることから、オフシーズンでありながら中日で大谷と同じ背番号17を着用している柳のホーム用レプリカユニフォームの売上が増え、品薄状態になっていることが報じられた。

## 詳細情報

### 年度別投手成績
| 年 度     | 球 団     | 登 板 | 先 発 | 完 投 | 完 封 | 無 四 球 | 勝 利 | 敗 戦 | セ 丨 ブ | ホ 丨 ル ド | 勝 率 | 打 者 | 投 球 回 | 被 安 打 | 被 本 塁 打 | 与 四 球 | 敬 遠 | 与 死 球 | 奪 三 振 | 暴 投 | ボ 丨 ク | 失 点 | 自 責 点 | 防 御 率 | W H I P |
| --------- | --------- | ----- | ----- | ----- | ----- | -------- | ----- | ----- | -------- | ----------- | ----- | ----- | -------- | -------- | ----------- | -------- | ----- | -------- | -------- | ----- | -------- | ----- | -------- | -------- | ------- |
| 2017      | 中日      | 11    | 7     | 0     | 0     | 0        | 1     | 4     | 0        | 0           | .200  | 202   | 50.1     | 42       | 5           | 12       | 0     | 0        | 45       | 2     | 0        | 25    | 25       | 4.47     | 1.07    |
| 2018      | 中日      | 10    | 10    | 1     | 1     | 0        | 2     | 5     | 0        | 0           | .286  | 237   | 53.1     | 59       | 2           | 18       | 0     | 2        | 42       | 0     | 0        | 34    | 31       | 5.23     | 1.44    |
| 2019      | 中日      | 26    | 26    | 1     | 0     | 0        | 11    | 7     | 0        | 0           | .611  | 703   | 170.2    | 165      | 21          | 38       | 2     | 3        | 146      | 3     | 0        | 69    | 67       | 3.53     | 1.19    |
| 2020      | 中日      | 15    | 15    | 0     | 0     | 0        | 6     | 7     | 0        | 0           | .462  | 365   | 85.0     | 87       | 10          | 29       | 3     | 6        | 88       | 3     | 0        | 38    | 34       | 3.60     | 1.36    |
| 2021      | 中日      | 26    | 26    | 2     | 2     | 0        | 11    | 6     | 0        | 0           | .647  | 676   | 172.0    | 133      | 11          | 41       | 1     | 3        | 168      | 3     | 0        | 47    | 42       | 2.20     | 1.01    |
| 2022      | 中日      | 25    | 24    | 3     | 1     | 2        | 9     | 11    | 0        | 0           | .450  | 648   | 153.1    | 154      | 17          | 37       | 1     | 5        | 124      | 8     | 0        | 64    | 62       | 3.64     | 1.25    |
| 2023      | 中日      | 24    | 24    | 2     | 0     | 2        | 4     | 11    | 0        | 0           | .267  | 636   | 158.1    | 126      | 6           | 47       | 1     | 4        | 105      | 2     | 0        | 46    | 43       | 2.44     | 1.09    |
| 2024      | 中日      | 13    | 13    | 0     | 0     | 0        | 4     | 5     | 0        | 0           | .444  | 286   | 67.0     | 75       | 5           | 20       | 1     | 0        | 34       | 3     | 0        | 29    | 28       | 3.76     | 1.42    |
| 通算：8年 | 通算：8年 | 150   | 145   | 9     | 4     | 4        | 48    | 56    | 0        | 0           | .462  | 3753  | 910.0    | 841      | 77          | 242      | 9     | 23       | 752      | 24    | 0        | 352   | 332      | 3.28     | 1.19    |

- 2024年度シーズン終了時
- 各年度の太字はリーグ最高

### 年度別投手（先発）成績所属リーグ内順位
| 年 度 | 年 齢 | リ ｜ グ   | 完 投 | 完 封 | 勝 利 | 勝 率 | 投 球 回 | 奪 三 振 | 防 御 率 |
| ----- | ----- | ---------- | ----- | ----- | ----- | ----- | -------- | -------- | -------- |
| 2017  | 23    | セ・リーグ | -     | -     | -     | -     | -        | -        | -        |
| 2018  | 24    | セ・リーグ | 10位  | 4位   | -     | -     | -        | -        | -        |
| 2019  | 25    | セ・リーグ | 7位   | -     | 3位   | 3位   | 4位      | 4位      | 8位      |
| 2020  | 26    | セ・リーグ | -     | -     | -     | -     | -        | 8位      | -        |
| 2021  | 27    | セ・リーグ | 1位   | 1位   | 3位   | 3位   | 1位      | 1位      | 1位      |
| 2022  | 28    | セ・リーグ | 4位   | 8位   | 8位   | 10位  | 5位      | 7位      | 10位     |
| 2023  | 29    | セ・リーグ | 7位   | -     | -     | -     | 5位      | -        | 6位      |
| 2024  | 30    | セ・リーグ | -     | -     | -     | -     | -        | -        | -        |

- - は10位未満（防御率における規定投球回未達も - と表記）
- 太字は規定投球回到達年度

### 通算打撃成績
228打数 33安打 0本塁打 10打点 .145

### 年度別守備成績
| 年 度 | 球 団 | 投手  | 投手  | 投手  | 投手  | 投手  | 投手     |
| 年 度 | 球 団 | 試 合 | 刺 殺 | 補 殺 | 失 策 | 併 殺 | 守 備 率 |
| ----- | ----- | ----- | ----- | ----- | ----- | ----- | -------- |
| 2017  | 中日  | 11    | 4     | 7     | 0     | 1     | 1.000    |
| 2018  | 中日  | 10    | 4     | 15    | 0     | 1     | 1.000    |
| 2019  | 中日  | 26    | 10    | 27    | 1     | 1     | .974     |
| 2020  | 中日  | 15    | 1     | 11    | 0     | 1     | 1.000    |
| 2021  | 中日  | 26    | 12    | 37    | 0     | 2     | 1.000    |
| 2022  | 中日  | 25    | 12    | 29    | 1     | 4     | .976     |
| 2023  | 中日  | 24    | 13    | 24    | 1     | 2     | .974     |
| 2024  | 中日  | 13    | 3     | 11    | 0     | 2     | 1.000    |
| 通算  | 通算  | 150   | 59    | 161   | 3     | 14    | .987     |

- 2024年度シーズン終了時
- 各年度の太字はリーグ最高
- 太字年はゴールデングラブ賞受賞年

### タイトル
- 最優秀防御率：1回（2021年）
- 最多奪三振：1回（2021年）

### 表彰
- ベストナイン：1回（投手部門：2021年）
- ゴールデングラブ賞：1回（投手部門：2021年）
- セ・パ交流戦 日本生命賞：1回（2019年）
- 最優秀バッテリー賞：1回（2021年 捕手：木下拓哉）[89][90]
- 月間最優秀バッテリー賞：3回（2021年3・4月 捕手：木下拓哉、5月 捕手：木下拓哉、8月 捕手：木下拓哉）
- ドラゴンズクラウン賞：最優秀選手2回（2019年、2021年[91]）

### 記録
初記録
投手記録
- 初登板：2017年5月23日、対横浜DeNAベイスターズ10回戦（横浜スタジアム）、8回裏に4番手で救援登板、1回無失点
- 初奪三振：同上、8回裏に梶谷隆幸から空振り三振
- 初先発登板：2017年6月3日、対東北楽天ゴールデンイーグルス2回戦（ナゴヤドーム）、6回4失点で敗戦投手
- 初勝利・初先発勝利：2017年6月18日、対埼玉西武ライオンズ3回戦（ナゴヤドーム）、7回を3失点[92]
- 初完投・初完封勝利：2018年4月10日、対東京ヤクルトスワローズ1回戦（ナゴヤドーム）、2安打6奪三振2四球[93]

打撃記録
- 初打席：2017年6月3日、対東北楽天ゴールデンイーグルス2回戦（ナゴヤドーム）、3回裏に美馬学から見逃し三振
- 初安打・初打点：2017年6月25日、対読売ジャイアンツ12回戦（東京ドーム）、6回表に山口俊から遊撃適時内野安打

その他の記録
- 開幕投手：1回（2024年）
- オールスターゲーム出場：2回（2019年、2021年）

### 背番号
- 17（2017年[28] - ）

### 登場曲
- 「ヒカレ」ゆず（2017年）
- 「Hero」安室奈美恵（2018年 ）
- 「イチブトゼンブ」B'z(登板時)（2019年 - ）
- 「オールドファッション」back number（2019年 - ）
- 「SISTER」back number（2021年 - ）

### 代表歴
- 第40回 日米大学野球選手権大会 日本代表